# Amatitla, Hidalgo
Amatitla är en ort i Mexiko.   Den ligger i kommunen Tepehuacán de Guerrero och delstaten Hidalgo, i den sydöstra delen av landet, 190 km norr om huvudstaden Mexico City. Amatitla ligger 524 meter över havet och antalet invånare är 291.
Terrängen runt Amatitla är kuperad österut, men västerut är den bergig. Runt Amatitla är det ganska glesbefolkat, med 43 invånare per kvadratkilometer. Närmaste större samhälle är Tamazunchale, 14,6 km norr om Amatitla. I omgivningarna runt Amatitla växer i huvudsak städsegrön lövskog.